# Nguyễn Thị Hồng Thường
Nguyễn Thị Hồng Thường (* 25. Mai 1997) ist eine vietnamesische Leichtathletin, die sich auf den Diskuswurf spezialisiert hat.

## Sportliche Laufbahn
Erste internationale Erfahrungen bei internationalen Meisterschaften sammelte Nguyễn Thị Hồng Thường im Jahr 2016, als sie bei den Juniorenasienmeisterschaften in der Ho-Chi-Minh-Stadt mit einer Weite von 43,90 m den vierten Platz. Im Jahr darauf gewann sie bei den Südostasienspiele in Kuala Lumpur mit 45,02 m die Bronzemedaille hinter der Thailänderin Subenrat Insaeng und Kang Ni Choo aus Malaysia. 2019 wurde sie dann bei den Südostasienspielen in Capas mit 45,05 m Vierte, wie auch bei den Südostasienspielen 2022 in Hanoi.
In den Jahren, 2017, 2019 und 2021 wurde Nguyễn vietnamesische Meisterin im Diskuswurf.